# Sân bay Yélimané
Sân bay Yélimané (IATA: EYL, ICAO: GAYE) là một sân bay ở Yélimané, Mali.